# Sanitubius
Sanitubius anatolicus es una especie de araña araneomorfa de la familia Gnaphosidae. Es la única especie del género monotípico Sanitubius.  

## Distribución
Es originaria de Japón, Corea del Sur y China.